# Aubencheul-aux-Bois
Aubencheul-aux-Bois es una comuna francesa, situada en el departamento de Aisne, de la región de Alta Francia.

## Demografía
| 324 | 332 | 309 | 300 | 275 | 272 | 305 | 285 |
| Para los censos de 1962 a 1999 la población legal corresponde a la población sin duplicidades (Fuente: INSEE [Consultar]) |     |     |     |     |     |     |     |